# ديمقراطية مزيفة
الديمقراطية المزيفة (بالإنجليزية: Counterfeit democracy) يقصد بها تحديدا كل الممارسات التي يمكنها بأي شكل من الأشكال المساس بالأفكار والمبادئ والقانون الذي تحتويه الديمقراطية، تعتبر الديمقراطية المزيفة. أداة تلف مصطلح الديمقراطية الحقيقي وذلك ظاهر بشكل واضح من خلال الفساد الذي يطال العالم والاستغلال الواضح لمصطلح الديمقراطية من أجل ممارسة السلطة على حسب المصالح.

## الديمقراطية الحقيقية
مصطلح الديمقراطية يستخدم لوصف أشكال الحكم والمجتمع الحر بالتناوب، فغالباً ما يُساء فهمه لأن المرء يتوقع عادة أن تعطيه زخارف حكم الأغلبية كل مزايا المجتمع الحر. إذ في الوقت الذي يمكن فيه أن يكون للمجتمع الديمقراطي حكومة ديمقراطية فإن وجود حكومة ديمقراطية لا يعني بالضرورة وجود مجتمع ديمقراطي.

## الديمقراطية المزيفة
ان أي شيء يقوم بتحريف أو الوقوف في طريق تحقيق المبادئ الحقيقية والافكار التي تحملها الديمقراطية يعد بشكل غير مباشر ديمقراطية مزيفة، يشير مصطلح الزيف إلى شيء مشابه للاصل لكنه لايحمل مميزاته وبمصطلح آخر نقصد بمصطلح المزيف تحريف الشيء الحقيقي مع الحفاظ عن اسمه، أي تغييرا للقلب مع المحافظة على القالب.

## أين توجد الديمقراطية المزيفة
ان الديمقراطية المزيفة متواجدة في كل مكان يحتوي على سلطة تدعي بانها ديمقراطية فلا أحد كامل لكن درجات التفاوت تقودنا إلى البحث داخل دول العالم الثالث اين توجد اغلب الممارسات التعسفية والقمعية التي تجعلنا نشير إلى الديمقراطية المزيفة. سواء من المسؤولين أو من تدخلات اياد خارجية خاصة الغرب، يريده الغرب هو وكلاء يديرون البلدان التي اضطرّ للخروج منها وفق حركيّة التاريخ.

## هل الدول المتقدمة تطبق الديمقراطية
في الحقيقة إجابتنا على هذا السؤال ستكون لا أحد يطبق الديمقراطية بنسبة مثالية لكن هناك تفاوت في تطبيقها، تدعي بعض الحكومات بان حكمها ديمقراطي لكن عند الوقوف على مصالحها تستغل هذه الحكومات قوتها ونفوذها من اجل التلاعب بالديمقراطية وتسخرها بناء على اهدافها، لايجب عليك تصديق أي شيء مثلما ليس عليك تكذيبه لكن عليك ان تعلم بان كل حكومة تريد ان تجعل من العالم مكانا أفضل لنفسها حتى ولو كانت على حساب فساد الحكومات.

## القضاء على الديمقراطية المزيفة
الخوف الحقيقى علينا، الارتكان لتلك الديمقراطية المزيفة، وكأننا حققنا المنشود، دون أن نعمل ونجاهد من أجل الوصول للديمقراطية التي تحقق النمو الاقتصادى الذي ينتشر الغالبية من فقر تزداد نسبته يوما بعض آخر، ديمقراطية تؤسس لمستقبل يحقق سلام اجتماعيا صادق لا نحظى بأى قدر منه الآن، وربما يجب أن يكون ذلك أحد أهم الأهداف التي نعمل من أجلها، فلا يمكن الاستمرار في أي مشروع ديمقراطى دون أن يهدف للسلام الاجتماعى، ولا يعنى ذلك أبدا أن عبء المهمة يقع على من يتولى مقاليد الأمور في البلاد، أو القوى السياسية التي تجاوره في المشهد، بل هو أيضا مسئولية من هم خارج المشهد ويرفضونه، فلا يعنى إحساسهم بظلم ما أو اضطهاد أو هزيمة، إنهم لم يتسببوا في سوداوية المشهد وفرض الديمقراطية الزائفة، وبالتالى عليهم المساهمة والمشاركة في تحطيم المشهد والانتقال بنا جميعا إلى مشهد أكثر رحمة ورحابة، بنا جميعا أيضا، بشرط أن يؤمن الجميع أننا نسعى للديمقراطية الحقيقية ولا نستغفلها ولا نستغفل أنفسنا.